# Emil Bergström
Emil Bergström (Stockholm, 1993. május 19. –) svéd válogatott labdarúgó, posztját tekintve hátvéd.

## Pályafutása

### Klubcsapatokban
Bergström Svédország fővárosában, Stockholmban született. Az ifjúsági pályafutását a Spånga és a Brommapojkarna csapatában kezdte, majd a Djurgården akadémiájánál folytatta.
2011-ben mutatkozott be a Djurgården első osztályban szereplő felnőtt keretében. 2016-ban az orosz Rubin Kazany szerződtette. 2017 és 2018 között a svájci Grasshoppersnél szerepelt kölcsönben. 2018-ban a holland Utrechthez igazolt. A 2019–20-as szezonban a Basel, míg a 2021–22-es szezonban a Willem II csapatát erősítette kölcsönben. 2022. szeptember 27-én egyéves szerződést kötött a lengyel első osztályban érdekelt Górnik Zabrze együttesével. Először a 2022. október 1-jei, Zagłębie Lubin ellen 3–2-re elvesztett mérkőzés félidejében, Jean Jules cseréjeként lépett pályára. Első gólját 2022. november 18-án, a Lechia Gdańsk ellen idegenben 2–1-es vereséggel zárult találkozón szerezte meg.

### A válogatottban
Bergström az U17-es, az U18-as, az U19-es és az U21-es korosztályú válogatottakban is képviselte Svédországot.
2015-ben debütált a felnőtt válogatottban. Először a 2015. január 19-ei, Finnország ellen 1–0-ra megnyert barátságos mérkőzés félidejében, Erik Berget váltva lépett pályára.

## Statisztikák
2023. május 27. szerint
| Klub                      | Szezon   | Osztály            | Bajnokság | Bajnokság | Kupa  | Kupa | Nemzetközi | Nemzetközi | Összesen | Összesen |
| Klub                      | Szezon   | Osztály            | Meccs     | Gól       | Meccs | Gól  | Meccs      | Gól        | Meccs    | Gól      |
| ------------------------- | -------- | ------------------ | --------- | --------- | ----- | ---- | ---------- | ---------- | -------- | -------- |
| Djurgården                | 2011     | Allsvenskan        | 18        | 0         | 0     | 0    | —          | —          | 18       | 0        |
| Djurgården                | 2012     | Allsvenskan        | 23        | 1         | 0     | 0    | —          | —          | 23       | 1        |
| Djurgården                | 2013     | Allsvenskan        | 29        | 2         | 1     | 1    | —          | —          | 30       | 3        |
| Djurgården                | 2014     | Allsvenskan        | 30        | 2         | 0     | 0    | —          | —          | 30       | 2        |
| Djurgården                | 2015     | Allsvenskan        | 29        | 2         | 1     | 1    | —          | —          | 30       | 3        |
| Djurgården                | Összesen | Összesen           | 129       | 7         | 2     | 2    | 0          | 0          | 131      | 9        |
| Rubin Kazany              | 2015–16  | Premjer Liga       | 12        | 1         | 0     | 0    | —          | —          | 12       | 1        |
| Rubin Kazany              | 2016–17  | Premjer Liga       | 4         | 0         | 0     | 0    | —          | —          | 4        | 0        |
| Rubin Kazany              | Összesen | Összesen           | 16        | 1         | 0     | 0    | 0          | 0          | 16       | 1        |
| Grasshoppers (kölcsönben) | 2016–17  | Swiss Super League | 18        | 1         | 0     | 0    | —          | —          | 18       | 1        |
| Grasshoppers (kölcsönben) | 2017–18  | Swiss Super League | 35        | 2         | 3     | 0    | —          | —          | 38       | 2        |
| Grasshoppers (kölcsönben) | Összesen | Összesen           | 53        | 3         | 3     | 0    | 0          | 0          | 56       | 3        |
| Utrecht                   | 2018–19  | Eredivisie         | 13        | 1         | 2     | 0    | —          | —          | 15       | 1        |
| Utrecht                   | 2019–20  | Eredivisie         | 1         | 0         | 0     | 0    | 2          | 0          | 3        | 0        |
| Utrecht                   | 2020–21  | Eredivisie         | 9         | 0         | 0     | 0    | —          | —          | 9        | 0        |
| Utrecht                   | Összesen | Összesen           | 23        | 1         | 2     | 0    | 2          | 0          | 27       | 1        |
| Basel (kölcsönben)        | 2019–20  | Swiss Super League | 8         | 0         | 1     | 0    | 2          | 0          | 11       | 0        |
| Willem II (kölcsönben)    | 2021–22  | Eredivisie         | 13        | 0         | 1     | 0    | —          | —          | 14       | 0        |
| Górnik Zabrze             | 2022–23  | Ekstraklasa        | 25        | 2         | 2     | 0    | —          | —          | 27       | 2        |
| Összesen                  | Összesen | Összesen           | 267       | 14        | 11    | 2    | 4          | 0          | 282      | 16       |

### A válogatottban
| Válogatott | Év       | Pályára lépés | Gól |
| ---------- | -------- | ------------- | --- |
| Svédország | 2015     | 1             | 0   |
| Svédország | 2016     | 2             | 0   |
| Összesen   | Összesen | 3             | 0   |